# Tipula (Eumicrotipula) odontomera
Tipula (Eumicrotipula) odontomera is een tweevleugelige uit de familie langpootmuggen (Tipulidae). De soort komt voor in het Neotropisch gebied.